# Дуфанець Марія Михайлівна
Дуфанець Марія Михайлівна (при народженні Молчан, літературне ім'я — Марія Михайлівна, 1903–1980) — українська поетеса. 

## Життєпис
Народилася 14 жовтня 1903 р. в с. Геральтів Пряшівського округу в родині священика. Закінчила угорську школу, потім учительську семінарію в Ужгороді. У 1921 р. одружилася і переїхала до Пряшева, працювала домогосподаркою. 
У 1928–1930 рр. друкувалася на сторінках газет, у 30-40-х рр. не друкувалася. Українською мовою почала писати з 1961 р. за сприяння Ф. Лазорика. Писала угорською, російською та українською мовами. 
Померла 16 травня 1980 р. у Пряшеві.

## Твори
- Дуфанець М. Моє дзеркало. Поезії. — Пряшів: Словацьке педагогічне вид-во в Братиславі, відділ української літератури в Пряшеві, 1971. — 177 с.